# Izzy Young

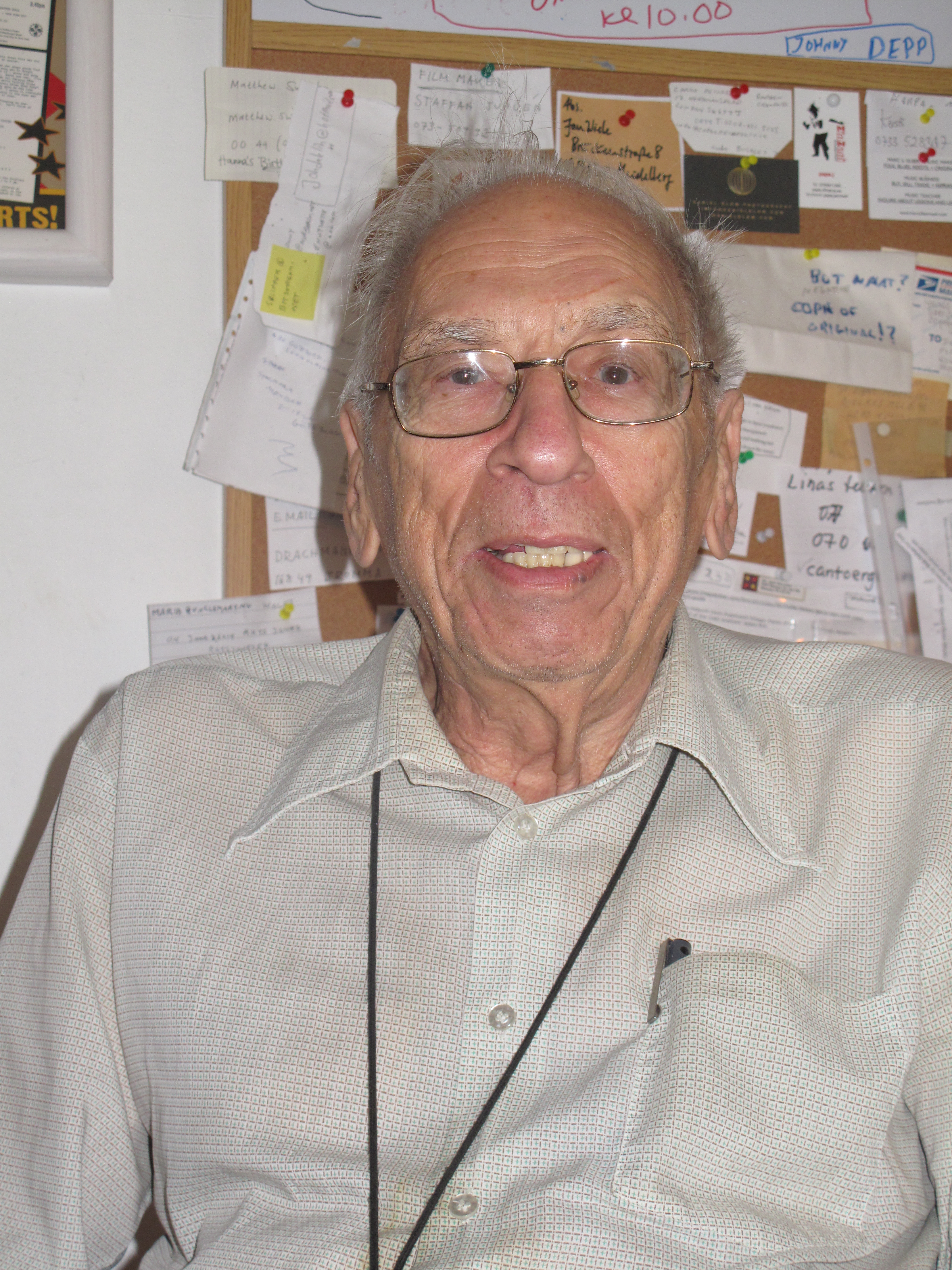
Izzy Young in seinem Geschäft (2014)

Israel „Izzy“ Goodman Young (geboren 26. März 1928 in Manhattan; gestorben 4. Februar 2019 in Stockholm) war ein US-amerikanisch-schwedischer Musikmanager für Folkmusik.

## Leben
Izzy Youngs Eltern waren aus Polen eingewanderte Juden, die in der Bronx eine Bäckerei betrieben, in der auch er zu arbeiten begann. Er gründete 1957 das Buch- und Schallplattengeschäft Folklore Center in der MacDougal Street in Manhattan, in dem man auch Instrumente und Gitarrensaiten kaufen konnte. In unmittelbarer Nachbarschaft – im Kellergeschoss des Hauses 116 MacDougal Street – wurde 1958 das legendäre Gaslight Cafe gegründet, in dem Young Auftritte der Folkmusikszene des Greenwich Village organisierte. Der Laden war ein Treffpunkt und diente nach Bob Dylans Erinnerungen einigen Kunden auch als private Postadresse. Dylan wühlte sich dort durch einen Stapel von Noten zu „Sea Shanties, Civil War Songs, Cowboy Songs, Songs of Lament, Church House Songs, Anti-Jim Crow Songs und Union Songs“ sowie Bücher mit alten Legenden, zerfledderte Zeitschriften und Propagandablättchen und hörte sich durch die von Young für den Verkauf vorgehaltene Plattensammlung. 
Dylan traf bei Young auf Clarence Ashley, Gus Cannon, Mance Lipscomb, Tom Paley, Bruce Conforth und Erik Darling. Dave Van Ronk probierte im Folklore Center eine Gibson-Gitarre aus. Young schrieb zehn Jahre lang die Kolumne „Frets and Frails“ im Magazin Sing Out!. Young gehörte zu denen, die der Stadt New York nach dem „Beatnik Riot“ am 9. April 1961 die Erlaubnis abtrotzten, im Washington Square Park öffentlich Musik zu machen.
Young erhielt von Albert Grossman den Tipp, das erste öffentliche Konzert Bob Dylans am 4. November 1961 in einem Nebensaal der Carnegie Hall zu organisieren. Der Raum kostete 60 Dollar, eine Eintrittskarte brachte 2 Dollar. Es kamen 52 Zuschauer, und es war nicht der letzte finanzielle Flop für Young. Als die Folkmusik sich zunehmend entpolitisierte, griff Young das im Oktober 1965 in der Untergrundzeitschrift East Village Other auf und kritisierte Dylan und die anderen Grossman-Künstler, als sie eine Antivietnamkriegsdemonstration schwänzten. Positively 4th Street war als Dylans Retourkutsche möglicherweise an Izzy adressiert.

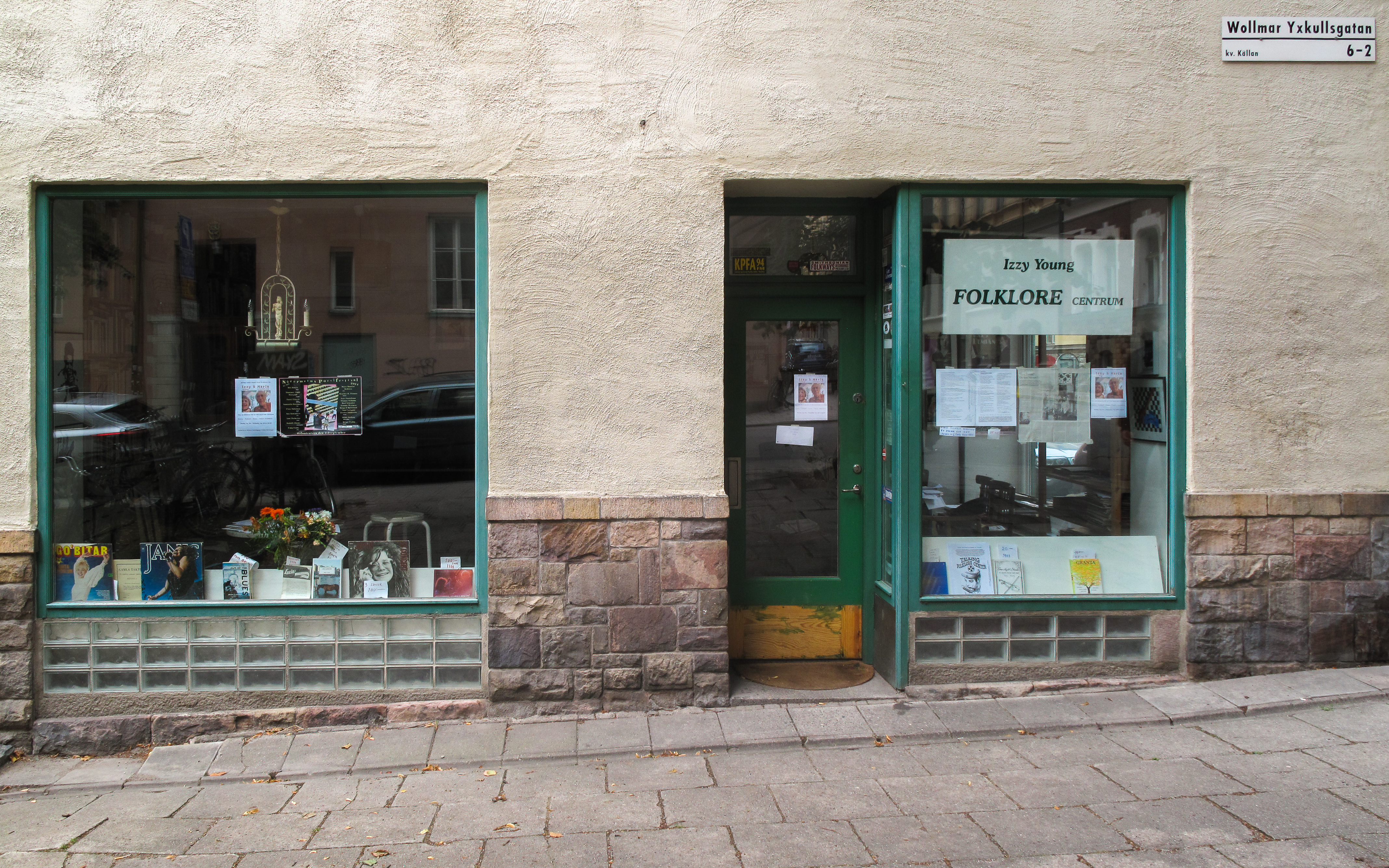
Schaufenster des Folklore Centrum in Stockholm

Young zog 1973 aus politischen und privaten Gründen nach Stockholm, wo 1974 seine Tochter, die Schauspielerin Philomène Grandin, geboren wurde. Er betrieb seither ohne ökonomischen Erfolg ein Ladengeschäft für Folkmusik in Stockholm und war Mitherausgeber der Zeitschrift Folket har aldrig segrat till fiendens musik. Seine Tagebuchaufzeichnungen verarbeitete er in verschiedenen Beiträgen zur Chronik der Greenwich-Village-Folkmusikszene. In seiner Sammlung von Folkmusik befinden sich auch Autographen, die einen hohen Auktionspreis erzielen könnten. Anlässlich des Libanonkriegs 1982 schloss er sich der schwedischen Nahost-Friedensinitiative Judar för israelisk-palestinsk fred an.

## Schriften (Auswahl)
- Autobiography: the Bronx, 1928–1938. Fotografie David Gahr. Einleitung Moses Asch. Folklore Center Press, New York 1969.
- One night stands : en square dance-kväll med : 25 enkla, fina, traditionella amerikanska danser med tips för ledare, beskrivningar, förklaringar och mychket annat. Israel G. Young : Distribution: Folklore Centrum, Stockholm 1983.
- Scott Barretta: The conscience of the folk revival: the writings of Israel „Izzy“ Young. Scarecrow Press, Lanham, Md. 2013.